# Albert De Villeroux
Pour les articles homonymes, voir Villeroux (homonymie).
Albert De Villeroux, pseudonyme d’Albert Belge, né le 19 août 1934 à Arlon et mort le 5 juillet 2011 à Yvoir, est un peintre, homme de théâtre, de radio et de télévision belge.

## Biographie
Albert De Villeroux suit les cours d'art dramatique, de mise en scène, d'histoire du théâtre, de peinture et de musique aux Conservatoires de Liège et de Bruxelles.
Il est le créateur et l'animateur de la Compagnie des comédiens du Sud à Arlon en 1952. Il est aussi le fondateur du théâtre de poche La poudrière, spirituellement parrainé par Jean Cocteau, dont il est un correspondant régulier. C'est également un ami de Jacques Brel. 

## Œuvres

### Peinture
Albert De Villeroux a réalisé, depuis 1950, l'ensemble des portraits des premiers ministres belges : ces portraits sont conservés au Salon rouge du 16, rue de la Loi, à Bruxelles. Il a également réalisé les portraits des Ministres Présidents du Gouvernement de la Région wallonne, conservés au Cabinet du Ministre Président à Namur.
Ses œuvres picturales figurent dans un grand nombre de collections particulières en France, en Belgique, au Canada, aux Pays-Bas, en Allemagne, au Grand Duché de Luxembourg, au Japon, en Italie, en Angleterre, en Suisse, en Espagne, au Portugal[réf. nécessaire].

### Illustration
- La Mascarade Sacrée de Jacques Huynen, recherche sur la symbolique du Carnaval de Binche.
- Les mots changent de couleur, recueil de poèmes de Jacques Mercier.
- Il a participé à l'illustration de la "Déclaration des droits de l'homme" (peintres d'Europe).

### Spectacles et audio-visuel
Albert De Villeroux est l'auteur de pièces de théâtre, pièces radiophoniques, spectacles son et lumière et nombreuses mises en scène théâtrales, ainsi que le réalisateur de documentaires de télévision pour la RTBF sur Venise, l'Andalousie, la Turquie, La Mancha, la Tunisie et la Calabre.

## Principales expositions
- Galerie Félicien Rops à Namur.
- Palais des Congrès à Bruxelles.
- Galerie Bassano à Paris.
- Galerie Racines à Bruxelles.
- Galerie Drouant à Paris et Tokyo.
- Galerie de L’Orangerie à Ostende.
- Exhibition Gallery à Vancouver.
- Maison de la culture à Namur.
- El Montiboli - Villa Joypossa à Alicante.
- Binnenkant Gallerij à Amsterdam.
- Galerie de la Chapelle à Mondorf-les-Bains (Grand Duché de Luxembourg).
- Galerie San Stefano à Venise.
- Latems Museum à Laethem Saint-Martin.
- Galerie La Glycine à Vresse.
- Galerie Black à Lausanne.
- Galerie Évasion à Waremme.
- Galerie Monaco à Ostende.

## Collections publiques
- Arlon, musée Gaspar, Collections de l'Institut archéologique du Luxembourg : huile, aquarelle[1].
- Virton, Musées Gaumais[2].

## Récompenses et distinctions
- Trophée de la Biennale de Venise pour l’ensemble de son œuvre en 1985.
- Prix du Meilleur peintre étranger à l'Exposition internationale de Bordeaux en 1999.
- Membre de l'Accademia Internazionale Greci-Marino del Verbano.
- Chevalier de l'ordre de Léopold[3].